# Иполит (Еврипид)
„Иполит“ (древен гръцки: Ἱππολυτος, Hippolytos) е старогръцка трагедия на Еврипид, основана на мита за Иполит, син на Тезей. Трагедията е поставена за пръв път на атинска сцена през март 428 г. пр. Хр. и печели първа награда в рамките на трилогията. Това е втората обработка на митологическия сюжет за Федра и Иполит. Първият вариант е бил с името „Хиполит – покриващият лицето си“, защото в сцената с откровението на Федра, той е стоял с покрито от срам лице. Втората обработка приема името „Хиполит – венценосният“ (заради появата му с венец, в чест на Артемида). Разликата между двете разработки е, че в първата Федра сама разкрива на царския син за любовта си и дори се опитва да го прелъсти. Във втория вариант тази роля е отредена на дойката на Федра, която разкрива на Иполит за любовта на господарката си, против нейното желание. Накрая Федра е представена като невинна и целомъдрена жертва на Афродита, бореща се с връхлетялата я страст. Чрез лъжливото писмо, което оставя, царицата опитва да спаси честта си и да даде урок на Иполит за липсата на съчувствие.

## Митология
В гръцката митология Иполит е известен като син на Тезей и амазонката Хиполита или сестра ѝ Антилопа.  Идентифициран е с римския бог Вирбий.
Най-често срещаната легенда по отношение на Иполит гласи, че е убит след като отхвърля Федра, неговата доведена майка, втората съпруга на Тезей. Федра мами Тезей, че синът му я е изнасилил. Яростен, Тезей използва едно от трите желания, дадени му от Посейдон, за да хвърли клетви по Иполит. Посейдон изпраща див бик, който плаши конете и Иполит е влачен от тях до смъртта му.

### Самоубийството на Федра
Версия на тази история е отразена именно в пиесата на Еврипид. В трагедията дойката на Федра казва на Иполит за любовта на царицата. Съпругата на Тезей се самоубива като оставя лъжливо писмо с клевети по адрес на царския син.

### Иполит като Вирбий
Според други източници, Иполит презира Афродита и почита Артемида. Засегната от това, Афродита кара Федра да се влюби в царския син, което довежда и до неговата смърт. Вярва се, че Артемида моли Асклепий да възкреси младия мъж. След възкресението той е заведен в Италия, където царува под името Вирбий.  
Съществува мит, който гласи, че преди да се омъжат, младите девойки оставят по кичур от косите си на Иполит, в знак на своята девственост.

## Действащи лица
- Афродита
- Артемида
- Тезей – атински цар
- Федра – младата съпруга на Тезей
- Иполит – извънбрачен син на Тезей от амазонката Антилопа
- Дойка на Федра
- Старец – възрастен роб на Тезей
- Вестител
- Хор от трезенки
- Хор от ловци
- Стражи на Тезей
- Прислужници на Федра

## Сюжет
Действието се развива в Трезена, крайбрежен град в североизточен Пелопонес. Тезей, атински цар, лежи в изгнание заради убийството на местен крал и синовете му. Пред царския дворец се издигат две статуи- на богините Афродита и Артемида. От словата на Афродита разбираме, че Иполит, извънбрачният син на Тезей, я смята за най-лоша сред богините, а най-почитана от него е Артемида. Афродита очевидно е засегната от това и решава да отмъсти на Иполит за неговите съгрешения като накара Федра (неговата доведена майка) да се влюби в него. От хора, състоящ се от млади жени, разбираме за болката на царицата, която от три дни нито е слагала залък в устата си, нито е спала. От двореца излизат Федра и дойката ѝ. Между тях се води разговор, от който се разбира за лошото състояние на царицата. Никой не може да разбере от какви мъки страда тя, въпреки многобройните опити. След дълъг и агонизиращ разговор с дойката, Федра ѝ признава за любовта си към Иполит. Въпреки първоначалния шок от изреченото, дойката смята, че решението на царицата да умре не е съвсем правилно. Дори ѝ дава примери с богове, които остават покорни на любовта. Дойката е на мнение, че царицата незабавно трябва да каже на Иполит за своие чувства и да „преболедува болестта“.
Макар Федра да не е съгласна с идеята на нейната приближена, дойката кара Иполит да даде клетва, че няма да каже на никого за думите, които следват и му признава за любовта на царицата. Двамата излизат от двореца. Иполит е изключително разгневен и не иска да приеме думите на дойката. Възгледът му, че жените са зло и не бива да съществуват, се затвърждава. Решава да не казва за баща си, за да запази честта си и тази на децата си. Федра няма друг избор, освен да се самоубие. Царицата връзва примка за бесене на гредата на брачната спалня и извършва замисленото от нея.
Малко по-късно намират Федра обесена. Междувременно Тезей се прибира с венец на главата. Разбирайки за случилото се, захвърля венеца и пожелава портите да бъдат отворени, за да се разкрие пред очите му горчивата гледка. Изплаквайки мъката си, царят вижда от ръката на любимата му да виси писмо. В писмото Иполит е обвинен от Федра, че насила се е опитал да бъде с нея и е посегнал на брачното ложе на баща си и младата му съпруга. След като Тезей прочита написаното, хвърля страшни клетви върху сина си и го осъжда не на смърт, а на изгнание в чужди земи. Колкото и Иполит да се опитва да смекчи баща си и да докаже, че е невинен- Тезей е непоколебим и синът му напуска бащиния дом.
В двореца пристига вестител, който носи тежката новина за погубването на Иполит. От разказа на вестителя разбираме, че на пътя на царския син изскача някакво животно, наподобяващо бик. От страх конете пощуряват и Иполит пада от колесницата. Тезей заповядва на вестителя да вземе сина му и да дойде с него, та да види дали в последния си час, прокуденият ще продължава да отрича вината си.
Над двореца се появява Артемида. Тя разказва на Тезей за истинския развой на събитията от самото начало- за любовта на Федра към Иполит, за клетвата за мълчание, която дава той и за лъжливото писмо. Артемида от части оправдава Тезей, защото всички тези беди стават по желание на Афродита. Пристига Иполит, на предела на силите си, воден от роби. Артемида помага за сдобряването между баща и син. Тя обещава на Иполит в негова чест да направи култ в град Трезена, на който младите девойки, преди да сключат брак, ще оставят къдрица от косата си, а любовта на Федра към него винаги ще се възпява.

## Структура
ПРОЛОГ- Запознаване с героите.
ПАРОД- Описание на болките на Федра.
ПЪРВИ ЕПИЗОД- Признанието на Федра.
ПЪРВИ СТАЗИМ- Обръщение на хора към Ерос.
ВТОРИ ЕПИЗОД- Дойката разкрива за чувствата на Федра на Иполит.
ВТОРИ СТАЗИМ- Описание на начина на самоубийството.
ТРЕТИ ЕПИЗОД- Федра е намерена обесена.
ТРЕТИ СТАЗИМ- Хоровете оплакват съдбата на Иполит.
ЕКЗОД- Артемида разкрива истината.

## Интерпретации
В тази пиеса всички герои (както хората, така и боговете) имат своите насъвършенства и могат да бъдат ревниви и готови за отмъщение. Всички те носят слепотата, което им пречи да разберат другите и точно тази слепота води до трагичния край на събитията. Пиесата представя двете богини: Афродита представя аспекта на любовта, а Артемида аспекта на чистотата. Първата може да бъде олицетворена с героинята Федра, а втората- с Иполит.

## Теми и конфликти

### Ревност и отмъщение
В пиесата присъстват темите за ревността и отмъщението. Те се появяват още в пролога с гнева на Афродита към Иполит. Героят е изцяло отдаден на Артемида и изключва другите богове. Иполитският обет за целомъдрие е в пряк конфликт с разбиранията на Афродита за еротичната любов и именно това поражда желанието за мъст в богинята.
Освен боговете, тези теми характеризират и смъртните в трагедията. Наранена от реакцията на Иполит, Федра се самоубива, за да запази честта си, но преди това оставя писмо, в което обвинява царския син в насилие. Това действие може да бъде прието като акт за отмъщение срещу човека, който я отхвърля толкова жестоко.
Следващото отмъщение е това на Тезей. Откривайки писмото, той безрезервно вярва на написаното и отмъщава на сина си за смъртта на Федра като го проклина и изгонва от царството.
Пиесата завървшва с обещанието за отмъщение на Артемида. Тя се зарича, че ще накаже смъртен, който е така ценен за Афродита, както Иполит е бил за самата Артемида.

### Връзката между човека и боговете
Желанието на Афродита за отмъщение е породено от объркването относно правилната връзка между човека и боговете. Отказът на Иполит да се прекланя на Афродита е нарушение на законите. Прието е, че хората трябва да се прекланят пред всички богове, а не да избират сами кого да почитат. Отказването от почитание на даден бог може да бъде равно на самоубийство, както ясно е демонстрирано в творбата.

### Връзката между боговете
За по-голямата част от нас Афродита е позната като чувствената богиня на любовта, но не така е представена в пиесата на Еврипид. Двете богини сякаш са в състезание. Въпреки че Артемида не може пряко да се намесва в действията на Афродита, в края на пиесата разбираме, че отмъщение ще има. Виждаме, че отношенията на боговете варират от толерантни- до враждебни. Макар и различни от смъртните, те също са податливи на емоции като любов, ревност, гняв.

### Честта
Честта е често срещана тема в гръцката митология. Когато Федра се влюбва в Иполит, тя решава да прикрие страстта си, за да запази своята чест. При откровенията на дойката, царицата е връхлетяна от голям страх за нейната репутация. Притеснена, че Иполит ще разкрие историята, тя се самоубива и оставя писмото, обвиняващо Иполит, за да отмъсти, но и за да се увери, че нейната чест ще бъде запазена пред Тезей.